# Кэхэн, Уильям Мортон
Уильям Мортон Кэхэн (также известный как Вэлвл, или Вольф Кахан; англ. William Morton Kahan, 5 июня 1933 года, Торонто, Канада) — канадский учёный в области вычислительной математики и теории вычислительных систем, лауреат премии Тьюринга. В настоящее время Кэхэн является профессором математики, информатики и электротехники при Калифорнийском университете в Беркли и работает над новым стандартом IEEE 754-2008.

## Биография
Родился в еврейской семье. Кэхэн учился в Торонтском университете, где получил титулы бакалавра (1954), магистра (1956) и доктора философии (1958). К его достижениям относится разработка стандарта IEEE 754, описывающего представление и операции над числами с плавающей запятой. Ему же принадлежит авторство обобщения этого стандарта, IEEE 854, описывающего представление чисел в экспоненциальной записи вне зависимости от основания.
Он же разработал алгоритм для минимизации ошибки при сложении чисел в представлении IEEE 754, который был назван в его честь.

## Награды
- 1989 — Премия Тьюринга «за его фундаментальный вклад в численный анализ. Один из первых экспертов в вычислениях с плавающей запятой. Кэхэн также посвятил себя задаче „сделать мир безопасным для численных расчётов“»[6]
- 1994 — почётное членство в Ассоциации вычислительной техники
- 1997 — Лекция Джона фон Неймана
- 2000 — Премия Эмануэля Пиора